# Karl Wilhelm Gottlieb Leopold Fuckel
Karl Wilhelm Gottlieb Leopold Fuckel (Reichelsheim (Wetterau), 3 febbraio 1821 – Vienna, 9 maggio 1876) è stato un micologo tedesco.
Fuckel, dopo aver lavorato come farmacista dal 1836 al 1852, entrato in possesso di un vigneto, visse con i suoi frutti dedicando il resto della sua vita allo studio dei funghi. 
Morì di tifo a Vienna il 9 maggio 1876.
In suo onore il micologo Heinrich Anton de Bary chiamò un fungo patogeno delle piante Botryotinia fuckeliana.

## Pubblicazioni
- Fuckel, K.W.G.L., Enumeratio fungorum Nassoviae, Wiesbaden, J. Niedner, 1860.

- Fuckel, K.W.G.L. (1863). Fungi Rhenani exsiccati a L. Fuckel collecti. Hedwigia 2: 132-136.
- Fuckel, K.W.G.L. (1866). Fungi Rhenani (Fortsessung). Hedwigia 5: 23-30.
- Fuckel, K.W.G.L. (1869, publ. 1870). Symbolae mycologicae. Beiträge zur Kenntniss der Rheinischen Pilze. Jahrbücher des Nassauischen Vereins für Naturkunde 23-24: 1-459, 6 pls.
- Fuckel, K.W.G.L. (1871). Symbolae mycologicae. Beiträge zur Kenntniss der Rheinischen Pilze. Erster Nachtrag. Jahrbücher des Nassauischen Vereins für Naturkunde 25-26: 287-346.
- Fuckel, K.W.G.L. (1873, publ. 1874). Symbolae Mycologicae. Zweiter Nachtrag. Jahrbücher des Nassauischen Vereins für Naturkunde 27-28: 1-99.
- Fuckel, K.W.G.L. (1877, publ. 1875). Symbolae mycologicae. Dritter Nachtrag. Jahrbücher des Nassauischen Vereins für Naturkunde 29-30: 1-39.

## Specie di funghi identificate
- Aleuria aurantia (Fries) Fuckel
- Aleuria rhenana Fuckel
- Otidea leporina (Bataille: Fries) Fuckel

## Generi di funghi identificati
- Aleuria Fuckel
- Otidea Fuckel
- Phyllachora Nitschke in Fuckel
- Plectania Fuckel
- Sclerotinia Fuckel